# Saint-Philbert-de-Grand-Lieu
Pour les articles homonymes, voir Saint-Philbert.
Saint-Philbert-de-Grand-Lieu est une commune de l'Ouest de la France, située dans le département de la Loire-Atlantique, en région Pays de la Loire. La commune fait partie de la Bretagne historique, dans le pays traditionnel du Pays de Retz et dans le pays historique du Pays nantais.
Saint-Philbert-de-Grand-Lieu comptait 8 991 habitants au recensement de 2018.
L'abbatiale de Saint-Philbert-de-Grand-Lieu, datant de l'époque carolingienne, construite au IXe siècle abrite une partie des reliques de saint Philibert, moine fondateur de l'abbaye de Noirmoutier dont dépendait ensuite l'abbatiale.

## Géographie

### Localisation

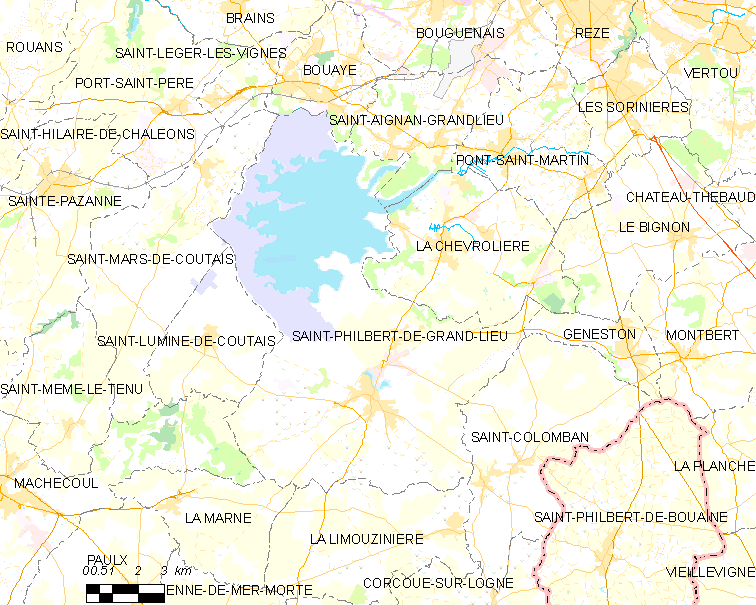
Limite administrative de Saint-Philbert-de-Grand-Lieu avec les communes limitrophes.

Saint-Philbert-de-Grand-Lieu est localisé au sud-ouest du département de la Loire-Atlantique, dans la partie orientale du Pays de Retz. Au sud de la commune se trouve une pénéplaine bocagère avec son bourg. La moitié nord de la commune est occupée par le lac de Grand-Lieu, qui constitue un repère paysager important dans le département.
Saint-Philbert-de-Grand-Lieu se trouve à proximité de la principale agglomération régionale puisqu'il est distant à vol d'oiseau de 21,4 km de Nantes, le chef-lieu du département et de la région Pays de la Loire. Saint-Philbert-de-Grand-Lieu se trouve aussi à 43,4 km à vol d'oiseau de La Roche-sur-Yon et 51,4 km de Saint-Nazaire. La commune se trouve également à proximité des côtes de l'océan Atlantique, dont elle est séparée d'environ 25 km (au niveau de Villeneuve-en-Retz).
Les communes limitrophes de Saint-Philbert-de-Grand-Lieu sont, en partant du Nord en direction de l'Est : Bouaye, Saint-Aignan-Grandlieu, La Chevrolière, Saint-Colomban, Geneston, La Limouzinière, La Marne, Machecoul-Saint-Même, Saint-Lumine-de-Coutais et Saint-Mars-de-Coutais.
Selon les découpages statistiques territoriaux de l'Insee, Saint-Philbert-de-Grand-Lieu appartient à l’aire urbaine de Nantes (008), au bassin d'emploi de Nantes (5203), au bassin de vie de Saint-Philbert-de-Grand-Lieu (44188) constitué de cinq autres communes et à l’unité urbaine monocommunale de Saint-Philbert-de-Grand-Lieu (44211).
| Saint-Mars-de-Coutais          | Bouaye Lac de Grand-Lieu     | Saint-Aignan-Grandlieu, La Chevrolière |
| Saint-Lumine-de-Coutais        | Saint-Philbert-de-Grand-Lieu | Geneston                               |
| Machecoul-Saint-Même, La Marne | La Limouzinière              | Saint-Colomban                         |

### Climat
Pour des articles plus généraux, voir Climat des Pays de la Loire et Climat de la Loire-Atlantique.
En 2010, le climat de la commune est de type climat océanique franc, selon une étude du CNRS s'appuyant sur une série de données couvrant la période 1971-2000. En 2020, Météo-France publie une typologie des climats de la France métropolitaine dans laquelle la commune est exposée à un climat océanique et est dans la région climatique  Bretagne orientale et méridionale, Pays nantais, Vendée, caractérisée par une faible pluviométrie en été et une bonne insolation.
Pour la période 1971-2000, la température annuelle moyenne est de 12,2 °C, avec une amplitude thermique annuelle de 13,5 °C. Le cumul annuel moyen de précipitations est de 828 mm, avec 12,5 jours de précipitations en janvier et 6,1 jours en juillet. Pour la période 1991-2020, la température moyenne annuelle observée sur la station météorologique de Météo-France la plus proche, « Saint-Même-le-Tenu », dans la commune de Machecoul-Saint-Même à 15 km à vol d'oiseau, est de 12,7 °C et le cumul annuel moyen de précipitations est de 866,4 mm,. Pour l'avenir, les paramètres climatiques de la commune estimés pour 2050 selon différents scénarios d'émission de gaz à effet de serre sont consultables sur un site dédié publié par Météo-France en novembre 2022.

## Urbanisme

### Typologie
Au 1er janvier 2024, Saint-Philbert-de-Grand-Lieu est catégorisée bourg rural, selon la nouvelle grille communale de densité à sept niveaux définie par l'Insee en 2022.
Elle appartient à l'unité urbaine de Saint-Philbert-de-Grand-Lieu, une unité urbaine monocommunale constituant une ville isolée,. Par ailleurs la commune fait partie de l'aire d'attraction de Nantes, dont elle est une commune de la couronne,. Cette aire, qui regroupe 116 communes, est catégorisée dans les aires de 700 000 habitants ou plus (hors Paris),.
La commune, bordée par un plan d’eau intérieur d’une superficie supérieure à 1 000 hectares, le lac de Grand-Lieu, est également une commune littorale au sens de la loi du 3 janvier 1986, dite loi littoral. Des dispositions spécifiques d’urbanisme s’y appliquent dès lors afin de préserver les espaces naturels, les sites, les paysages et l’équilibre écologique du littoral, tel le principe d'inconstructibilité, en dehors des espaces urbanisés, sur la bande littorale des 100 mètres, ou plus si le plan local d’urbanisme le prévoit.

### Occupation des sols
L'occupation des sols de la commune, telle qu'elle ressort de la base de données européenne d’occupation biophysique des sols Corine Land Cover (CLC), est marquée par l'importance des territoires agricoles (56,9 % en 2018), en diminution par rapport à 1990 (61,3 %). La répartition détaillée en 2018 est la suivante : 
zones agricoles hétérogènes (22,5 %), eaux continentales (19,8 %), terres arables (19,4 %), zones humides intérieures (16,9 %), prairies (11,3 %), cultures permanentes (3,7 %), zones urbanisées (3,6 %), zones industrielles ou commerciales et réseaux de communication (1,1 %), forêts (1,1 %), espaces verts artificialisés, non agricoles (0,3 %), milieux à végétation arbustive et/ou herbacée (0,3 %). L'évolution de l’occupation des sols de la commune et de ses infrastructures peut être observée sur les différentes représentations cartographiques du territoire : la carte de Cassini (XVIIIe siècle), la carte d'état-major (1820-1866) et les cartes ou photos aériennes de l'IGN pour la période actuelle (1950 à aujourd'hui).

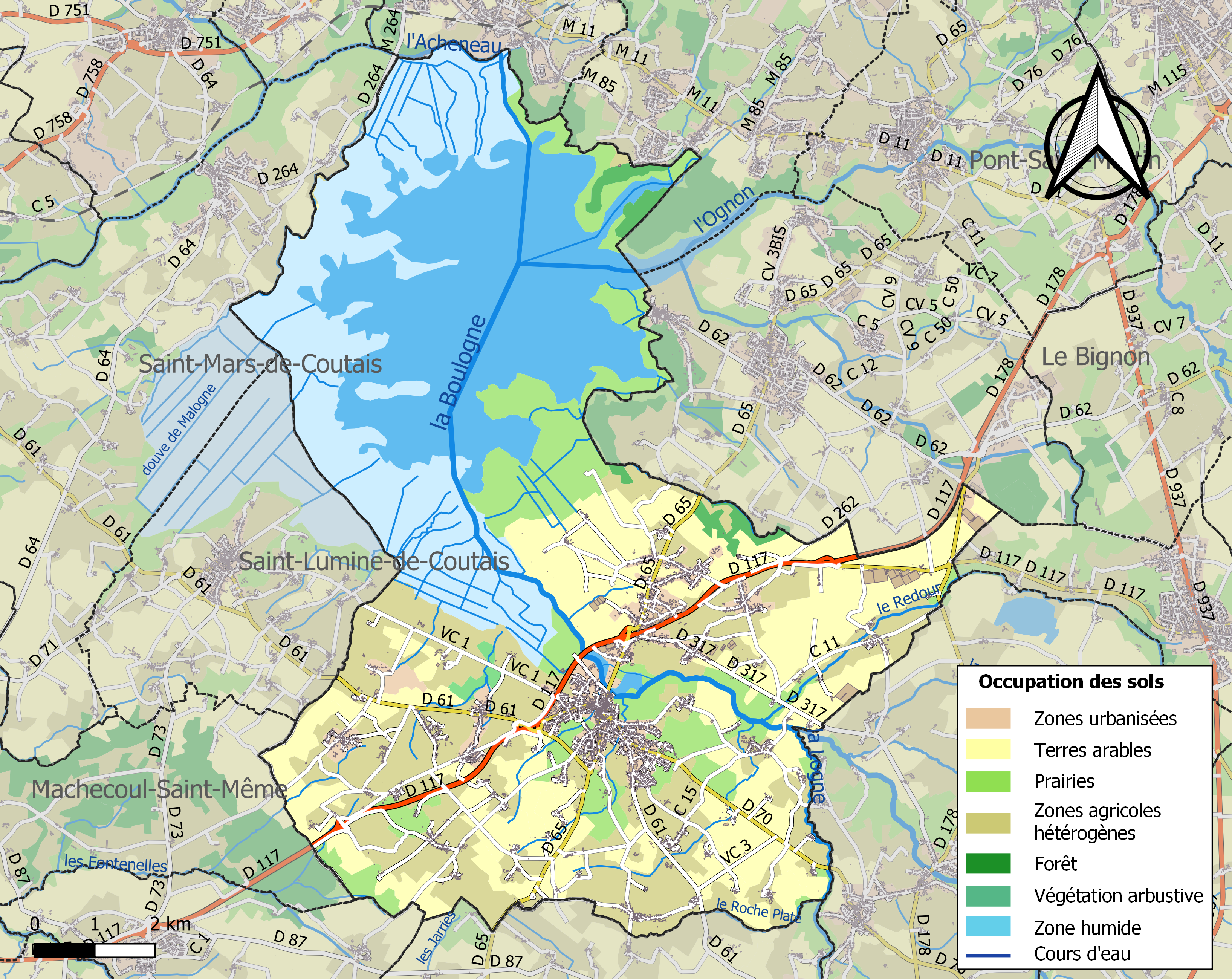
Carte des infrastructures et de l'occupation des sols de la commune en 2018 (CLC).

## Toponymie
Le nom de la localité est attesté sous les formes Sanctus Phelibertus de Grandi Lacu en 1258, S. Ph. de Grandi Loco en 1265, Seint Philiberd de Gran Leu en 1362. La signification en est incertaine et peut se rattacher soit à « grand lac », soit à « grand lieu sacré ».
Le nom de Saint-Philbert-de-Grand-Lieu provient de saint Philibert (vers 616-vers 684), moine évangélisateur, descendant d’une famille noble d’Aquitaine, et fondateur de l'abbaye de Jumièges puis de l'abbaye de Noirmoutier. La première mention du nom actuel de la commune est référencée en 1159. Appelée auparavant Déas (nom probablement d'origine gallo-romaine), son nom est en lien avec l'arrivée des moines de l'abbaye de Noirmoutier lors de leur installation dans la région en 675. Grand-Lieu est le nom du lac de Grand-Lieu voisin de la ville et dont la quasi-totalité est cadastrée dans la commune.
Saint-Philbert-de-Grand-Lieu se trouve dans la zone de transition entre le poitevin et gallo. En gallo, le nom de la commune est Saint-Filbert  ou Grand-Yeû selon l'écriture ABCD et se prononce
[sɛ̃filbɛʁ] ou [gʁɑ̃jø].
La forme bretonne proposée par l'Office public de la langue bretonne est Sant-Filberzh-Deaz.

## Emblèmes

### Héraldique
| Blason | Blasonnement : D'azur à la muraille crénelée ouverte du champ, flanquée de deux tours également crénelées, le tout d'argent maçonné de sable. Commentaires : La muraille crénelée est une porte de ville. Blason présenté en 1895, enregistré le 13 mai 1970. |

### Devise
La devise de Saint-Philbert-de-Grand-Lieu : Fortitudo Mea Civium Fides (Je tire ma force de la loyauté de mes citoyens).

### Gentilé
Les habitants de Saint-Philbert de Grand-Lieu s'appellent les Philibertins et les Philibertines.

### Logo

Logo de Saint-Philbert-de-Grand-Lieu

## Histoire

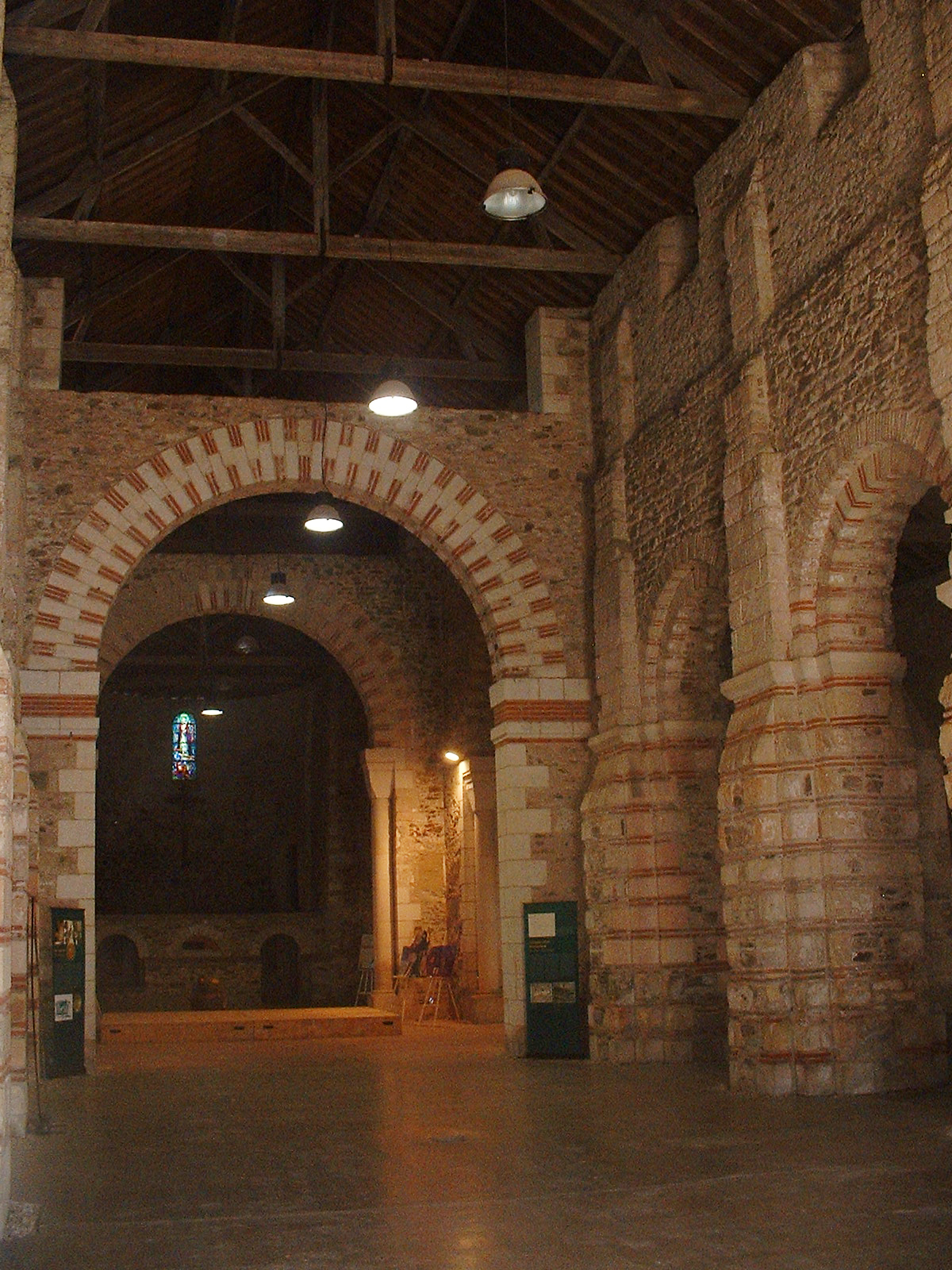
La nef carolingienne de l'abbatiale.

Elle est donnée par un diacre nommé Magnobodus à Ansoald, évêque de Poitiers, qui en fait présent à son tour au moine Philibert en 677, pour subvenir aux besoins de sa communauté des moines de l'Abbaye qu'il a fondée sur l'île de Noirmoutier en 675. La commune doit son nom actuel à ces moines qui édifient à Déas, entre 815 et 819, sous la direction de leur abbé Arnoul, un ensemble de bâtiments monastiques dont l'Abbatiale, probablement pour commencer à se retrancher des Vikings qui depuis quelques années viennent, de plus en plus régulièrement, les visiter brutalement à l’Île d'Her (ou Herio, ancien nom de Noirmoutier). Les moines s'installent d'ailleurs à Déas, définitivement pensent-ils, en 834. En 836 ils y transportent le sarcophage (toujours présent et redécouvert lors des fouilles de 1865) contenant les reliques du saint. Début 846, les moines fuient, après avoir muré et enterré la crypte, juste avant les incursions normandes de 847 qui saccagent l'abbaye. Ils viendront reconstruire ensuite la nef, dans l'état où on peut la voir actuellement, mais partiront définitivement en 858 en emmenant les reliques de saint Philibert jusqu'à Tournus où ils parviendront, après une longue pérégrination, en 875. Déas restera ensuite un de leurs prieurés rattachés à Tournus23.
Les reliques principales de saint Philbert sont toujours à Tournus. Seul un petit tube contenant des poussières de reliques a été déposé par Henri Curé, dans le sarcophage resté à Déas, lorsqu'il est venu bénir la statue de saint Philbert à Beauvoir-sur-Mer en Vendée en 1937.
Caractéristique de l'architecture pré-romane, l'abbatiale est considérée comme le plus ancien lieu de culte de l'époque carolingienne de France.

## Politique et administration

### Tendances politiques et résultats
Une commune à la vie politique municipale parfois mouvementée.
Les élections municipales de mars 2008 ont vu la victoire de Monique Rabin (PS) remporta alors le scrutin avec seulement deux voix d'avance sur le maire sortant Yvonnick Gilet (DVD-UMP) qui n'a pas demandé le recomptage des voix.
Pourtant un recours en annulation a été immédiatement déposé par Yvonnick Gilet et ses colistiers auprès du tribunal administratif de Nantes. Sur l'ensemble des griefs déposés par M. Gilet, neuf ont été rejetés par le commissaire du Gouvernement. Le seul point qui pouvait conduire à l'annulation du scrutin du 9 mars dernier portait sur des anomalies dans la prise en compte des bulletins blancs ou nuls sur les procès-verbaux. Erreurs relevées notamment dans le bureau de vote no 5, présidé par un colistier de M. Gilet. La gestion de ce bureau de vote ayant été qualifiée de « catastrophique » par le tribunal. Paradoxe de cette affaire, que n'a pas manqué de souligner le commissaire du Gouvernement : « Si ce recours déposé par M. Gilet aboutit à l'annulation de l'élection, ce sera à cause d'erreurs dont ses adjoints et/ou colistiers sont, semble-t-il, à l'origine en tant que présidents ou assesseurs des bureaux de vote ». Les élections du 9 mars 2008 ont donc été annulées par décision du tribunal administratif en raison d'erreurs d'émargements concernant les bulletins nuls.
De nouvelles élections se sont déroulées le 29 juin 2008 et ont vu la victoire de la liste conduite par Monique Rabin (59,23 %, 2 311 voix) face à la liste conduite par Yvonnick Gilet (40,77 %, 1 591 voix).

En mars 2014, Monique Rabin, candidate à sa succession, fut battue par Stéphan Beaugé, conseiller municipal UMP depuis 2001 et ancien colistier de M. Gilet en 2008. 

### Finances locales

#### Budget
Pour l'exercice 2015, le compte administratif du budget municipal de Saint-Philbert-de-Grand-Lieu s'établit à 12 038 000 € en dépenses et 13 487 000 € en recettes. Les dépenses se répartissent en 7 246 000 € de charges de fonctionnement et 4 792 000 € d'emplois d'investissement. Les recettes proviennent, quant à elles, des 8 030 000 € de produits de fonctionnement et de 5 457 000 € de ressources d'investissement.
|                      | 2000 | 2001 | 2002 | 2003 | 2004 | 2005 | 2006 | 2007 | 2008 | 2009 | 2010 | 2011 | 2012 | 2013 | 2014 | 2015 |
| -------------------- | ---- | ---- | ---- | ---- | ---- | ---- | ---- | ---- | ---- | ---- | ---- | ---- | ---- | ---- | ---- | ---- |
| Commune              | 138  | 167  | 138  | 131  | 143  | 159  | 171  | 168  | 211  | 168  | 179  | 158  | 156  | 128  | 139  | 126  |
| Moyenne de la strate | 159  | 143  | 138  | 151  | 163  | 168  | 172  | 167  | 155  | 163  | 184  | 200  | 190  | 181  | 168  | 171  |

| ■ CAF de Saint-Philbert-de-Grand-Lieu ■ CAF moyenne de la strate |

La capacité d'autofinancement de la commune, par rapport à la moyenne de la strate, connaît deux périodes notables en 15 ans. Entre 2000 et 2008, la capacité d'autofinancement de la commune est globalement en augmentation passant ainsi de 138 à un pic de 211 € par habitant entre 2000 et 2008, soit des valeurs souvent supérieures à la moyenne de la strate. À partir de l'année suivante, la tendance est baissière jusqu'à la fin de la période étudiée et au minima observé en 2015 à 126 € par habitant, avec des valeurs souvent inférieures à la moyenne de la strate.

## Jumelages
- Radyr and Morganstown (Royaume-Uni) au pays de Galles
- Bickenbach (Bergstraße) (Allemagne) dans la Hesse

## Population et société

### Démographie

#### Évolution démographique
Les données concernant 1793 sont perdues.
L'évolution du nombre d'habitants est connue à travers les recensements de la population effectués dans la commune depuis 1800. Pour les communes de moins de 10 000 habitants, une enquête de recensement portant sur toute la population est réalisée tous les cinq ans, les populations de référence des années intermédiaires étant quant à elles estimées par interpolation ou extrapolation. Pour la commune, le premier recensement exhaustif entrant dans le cadre du nouveau dispositif a été réalisé en 2008.

En 2022, la commune comptait 9 392 habitants, en évolution de +6,11 % par rapport à 2016 (Loire-Atlantique : +6,68 %, France hors Mayotte : +2,11 %).
| 1800  | 1806  | 1821  | 1831  | 1836  | 1841  | 1846  | 1851  | 1856  |
| ----- | ----- | ----- | ----- | ----- | ----- | ----- | ----- | ----- |
| 2 032 | 1 934 | 2 135 | 3 200 | 3 390 | 3 285 | 3 547 | 3 571 | 3 606 |

| 1861  | 1866  | 1872  | 1876  | 1881  | 1886  | 1891  | 1896  | 1901  |
| ----- | ----- | ----- | ----- | ----- | ----- | ----- | ----- | ----- |
| 3 672 | 3 699 | 3 761 | 3 883 | 3 893 | 3 974 | 3 947 | 3 980 | 4 044 |

| 1906  | 1911  | 1921  | 1926  | 1931  | 1936  | 1946  | 1954  | 1962  |
| ----- | ----- | ----- | ----- | ----- | ----- | ----- | ----- | ----- |
| 3 917 | 3 725 | 3 320 | 3 269 | 3 230 | 3 168 | 3 126 | 3 085 | 3 239 |

| 1968  | 1975  | 1982  | 1990  | 1999  | 2006  | 2008  | 2013  | 2018  |
| ----- | ----- | ----- | ----- | ----- | ----- | ----- | ----- | ----- |
| 3 341 | 3 633 | 4 255 | 5 159 | 6 251 | 7 312 | 7 617 | 8 619 | 8 991 |

| 2022  | - | - | - | - | - | - | - | - |
| ----- | - | - | - | - | - | - | - | - |
| 9 392 | - | - | - | - | - | - | - | - |

#### Pyramide des âges
La population de la commune est relativement jeune.
En 2018, le taux de personnes d'un âge inférieur à 30 ans s'élève à 38,6 %, soit au-dessus de la moyenne départementale (37,3 %). À l'inverse, le taux de personnes d'âge supérieur à 60 ans est de 19,2 % la même année, alors qu'il est de 23,8 % au niveau départemental.
En 2018, la commune comptait 4 495 hommes pour 4 496 femmes, soit un taux de 50,01 % de femmes, légèrement inférieur au taux départemental (51,42 %).
Les pyramides des âges de la commune et du département s'établissent comme suit.
| Hommes | Classe d’âge | Femmes |
| ------ | ------------ | ------ |
| 0,4    | 90 ou +      | 1,3    |
| 3,8    | 75-89 ans    | 6,2    |
| 13,0   | 60-74 ans    | 13,8   |
| 21,0   | 45-59 ans    | 21,5   |
| 20,8   | 30-44 ans    | 21,0   |
| 16,8   | 15-29 ans    | 15,2   |
| 24,1   | 0-14 ans     | 21,1   |

| Hommes | Classe d’âge | Femmes |
| ------ | ------------ | ------ |
| 0,6    | 90 ou +      | 1,8    |
| 6      | 75-89 ans    | 8,6    |
| 15,1   | 60-74 ans    | 16,4   |
| 19,4   | 45-59 ans    | 18,8   |
| 20,1   | 30-44 ans    | 19,3   |
| 19,2   | 15-29 ans    | 17,4   |
| 19,5   | 0-14 ans     | 17,6   |

### Enseignement
La commune dispose de :
- trois écoles primaires (deux publiques et une privée) :
  - l’école maternelle et élémentaire Jean-Rostand : école publique située dans le bourg, à proximité de l'église, dans la rue du Général-Lamoricière[30],
  - l’école maternelle et élémentaire Jacqueline-Auriol : école publique située à proximité du centre aquatique intercommunal,
  - l’école maternelle et élémentaire Notre-Dame-de-la-Clarté : école privée située en face du collège Lamoricière, dans la rue Félix-Platel ;
- trois collèges (deux publics et un privé) :
  - le collège Condorcet : collège public situé dans la rue Joinville,
  - le collège Julie-Victoire-Daubié : collège public situé route de Saint-Colomban,
  - le collège Lamoricière : collège privé situé dans la rue Félix-Platel ;
- un institut de formation par l'alternance : situé rue de Joinville, il propose des formations en Bac pro, services en milieu rural et services aux personnes et aux territoires[31].

### Santé
La maison de retraite Saint-Joseph a été agrandie en 2010, et rebaptisée « Résidence de l'Île Verte ». Elle s'étend aujourd'hui sur 4 000 m2 et dispose de 85 chambres dont 10 spécialement destinées aux personnes souffrant de désorientation (Alzheimer).

### Culture
La commune dispose d'un cinéma associatif, Le Cinéphil. Il est situé 2, rue des Anciens-Combattants (anciennement rue de la Cure) et propose toutes les semaines une programmation très variée pour toucher tous les publics. Le Cinéphil a récemment déménagé dans un nouveau bâtiment, à côté de l'ancienne salle reconvertie en salle de théâtre.
La commune dispose également d'une bibliothèque municipale : la bibliothèque André-Malraux. Elle est située rue Sainte-Barbe.
La commune inaugure en 2002 le Cybercentre, labellisé Cyber-base en 2003. Il est situé rue de l'abreuvoir.
Depuis 2017 est organisé un salon littéraire intitulé « On rentre ! », consacré à la rentrée littéraire. Il se tient sur un week-end, généralement en septembre, autour et dans le site de l'Abbatiale. Parmi les auteurs invités figurent Julia Deck, Timothée de Fombelle, Brigitte Giraud, Maylis de Kerangal, Gauz, Carole Fives, Thomas Scotto ou encore Régis Lejonc. Des auteurs de bande dessinée (Sébastien Vassant et Benjamin Adam) sont conviés à dessiner en direct en s'inspirant des romans présentés,.
La commune héberge la radio régionale NTI depuis 1986, date de sa création.

### Sports
Quelques événements sportifs annuels :
- le triathlon vert de Grand-Lieu (mi-juillet) ;
- le tournoi de sixte de football (juin), organisé par l'Union sportive philibertine football (USPF).
- les 10 km (Phil Run) début septembre, organisé par l'AR Sud Lac

Équipements sportifs :
- trois terrains de football (deux en herbe et un synthétique) ;
- un patinodrome ;
- un skateparc ;
- six salles de sports (omnisports (2) / tennis de table / gymnastique / tennis / judo) ;
- un terrain de tennis extérieur ;
- un centre aquatique « Le Grand 9 » ;
- une base nautique au plan d'eau ;
- un swin golf de 18 trous ;
- un terrain de beach-sport ;
- une salle de billard ;
- une piste d'athlétisme.
- un centre équestre
- deux salles de sports en salle

Événement 2020
- 21-22 et 23 mai 2020 - championnat de France individuel de swing-golf[34]

## Économie
Saint-Philbert est une terre de vignes. On y produit du muscadet-côtes-de-grandlieu, appellation AOC décrochée en 1994, ainsi que du gros-plant-du-pays-nantais, appellation AOVDQS. On compte aussi des activités de maraîchage.
La commune abrite 70 commerces en centre ville et plusieurs commerces de grande distribution. Il y a deux zones d’activité présentes dans la commune : la ZA de Grand Lieu et la ZA Moulin de la Chaussée.

## Patrimoine

### Patrimoine naturel
Le lac de Grand-Lieu
D'une superficie moyenne de 62,92 km2, le lac de Grand-Lieu appartient en quasi-totalité à la commune. La majeure partie du lac est recouverte d'herbiers flottants. Les zones inondables sont composées de roselières, de forêts reposant sur de la vase, de prairies marécageuses. Le lac est habité par plusieurs centaines d'espèces animales, dont environ 250 espèces d'oiseaux et une cinquantaine de mammifères parmi lesquelles la loutre et le vison d'Europe. Le grand capricorne et le lucane cerf-volant (Lucanus cervus) sont des invertébrés également présents sur le site. Situé sur une des grandes voies de migration de la façade atlantique, le lac de Grand-Lieu accueille 270 espèces d’oiseaux, ce qui le place au second rang en France en termes de richesse ornithologique, après la Camargue. Le lac accueille d'ailleurs la plus grande colonie au monde de hérons et c’est le seul espace européen avec le delta du Danube à accueillir les neuf espèces de hérons existantes. De ce fait, le lac est labellisé « zone humide d’intérêt mondial » au titre de la convention de Ramsar.
En 1980, le lac devient propriété de l’État et passe en zone naturelle protégée. C’est le fameux parfumeur Jean-Pierre Guerlain qui fut son dernier propriétaire et qui légua ce joyau vert du pays nantais à l’État. Pour préserver l'écosystème du lac, seuls sept pêcheurs professionnels, cooptés au sein d’une coopérative séculaire, sont autorisés à se rendre sur le lac de Grand-Lieu toute l’année pour poser filets et verveux et ramener des poissons prisés comme le sandre ou l’anguille. Ce n’est qu’au 15 août, lors de la fête des pêcheurs, que les visiteurs privilégiés peuvent se promener en barque sur le lac. Mais le lac peut se découvrir aussi tout au long de l’année d’autres manières : la randonnée, les musées (musée des oiseaux, musée du lac, etc.), la pêche.
De nombreuses légendes et histoires entourent le lac de mystères : ainsi Herbauges, ville riche et prospère y serait engloutie. Au IVe siècle, saint Martin de Vertou qui visitait les abords du lac s’arrête à Herbauges, ville « demeurée attachée aux superstitions païennes ». Refusant le prosélytisme du moine, les habitants le passèrent à tabac. Alors « la colère divine allait se déverser sur la coupable Herbauges ». Toute la ville y aurait été submergée par les eaux, ne laissant la vie sauve qu’au moine et à un couple de « bons samaritains » qui lui avait pansé ses blessures. Mais la femme, qui aurait désobéi à l’injonction divine de s’enfuir sans se retourner, se serait changée en statue de pierre. D'aucuns affirment avoir des preuves de cette tragédie : dans le marais de Pont-Saint-Martin, on peut encore voir une roche qui ne serait que « l’image défigurée » de la femme statufiée. De plus, le curieux qui tendrait l’oreille la nuit de Noël pourrait, dit-on, entendre les cloches de la cité coupable, tinter du fond de leurs abîmes. Certains historiens pensent que la légende est née au moment de terribles tempêtes qui ont dû provoquer la submersion des « villages sur pilotis dont on a [...] retrouvé dans le lac des pieux mêlés aux débris des forêts disparues ».

### Patrimoine religieux

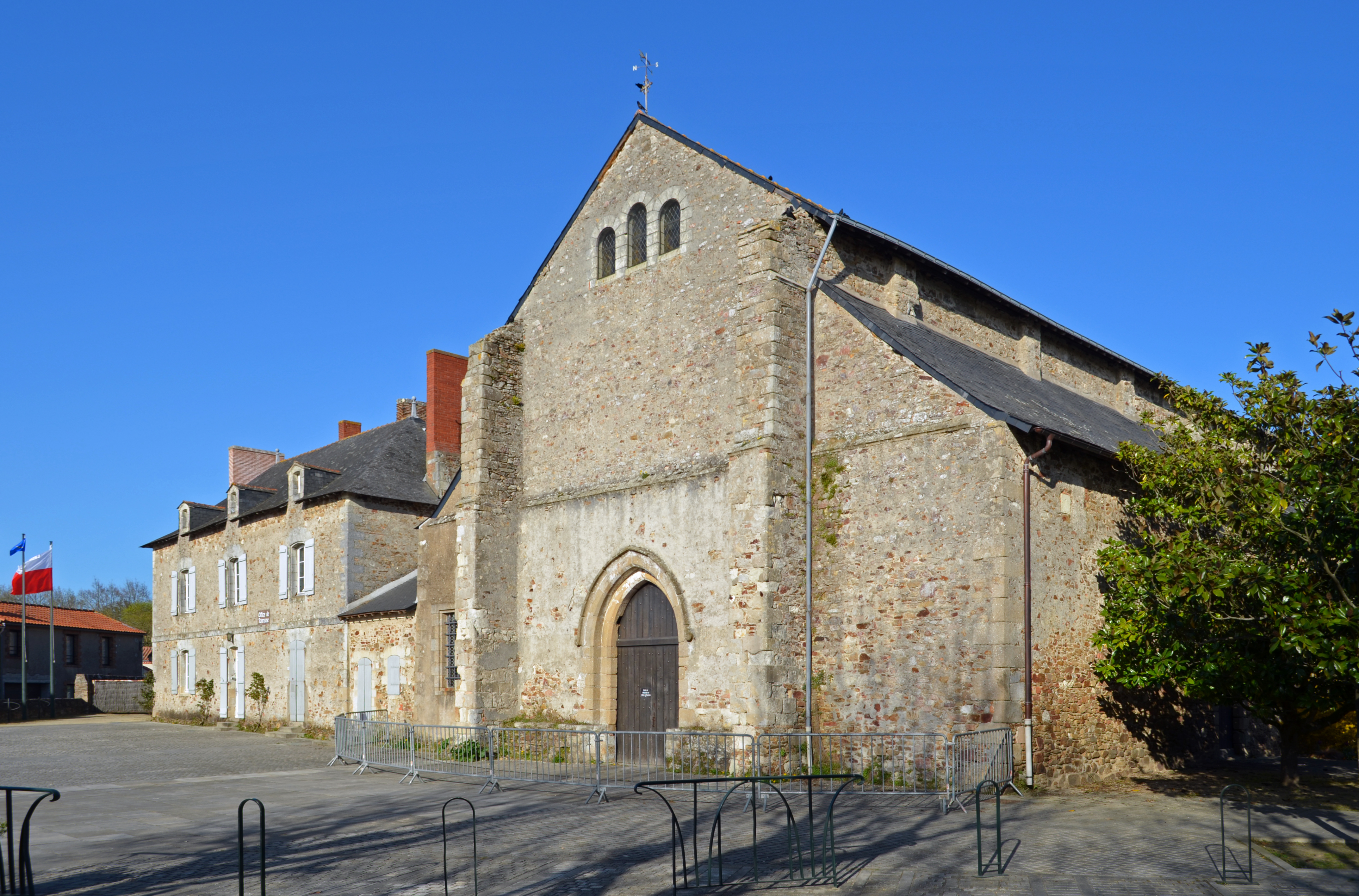
Abbatiale de Saint-Philbert-de-Grand-Lieu.

- L'abbatiale carolingienne du IXe siècle : nef carolingienne, crypte Saint-Philibert où se trouve un sarcophage mérovingien en marbre, contenant des reliques du Saint, le reste de ses reliques se trouvant dans la crypte de l'église de Noirmoutier-en-l'Île, et surtout à Tournus. Jardin médiéval
- La chapelle de la communauté Saint-François, le bâtiment principal ayant été détruit par Bouygues Immobilier pour réaliser des logements[37].
- L'église de Saint-Philbert
- La cure en friche
- La chapelle Lamoricière
- La chapelle des Jamonières
- La croix du nouveau cimetière
- La chapelle de Lottrye, de style néogothique du XIXe siècle

### Patrimoine civil
- La mairie.
- Le château des Jamonières.
- Le château des Brétaudières.
- Le château de Monceau.
- Le manoir de Lottrye : sur la route de Saint-Colomban, construit au XVIe siècle, modifie au XVIIe, et agrandi au XVIIIe, avec construction d'une chapelle. Détruit en grande partie à la Révolution, reconstruit, et prolongé d'une aile dans le style clissonnais par M. Bertin, maire de Clisson sous le Premier Empire, acheté en 1937 par Joseph Ecomard de Sainte-Pazanne, qui l'agrandit, puis vendu par sa petite fille Hélène Courtois à la philosophe Mme Françoise Barbaras en 1992.
- Château de Lamoricière, maison de famille du général.
- Château de la Picotière.
- Château de La Noue.
- Château de Port Bossinot.
- Manoir de l'Holnais, propriété de la famille Reliquet.
- La ferme de Saint-Rémi.
- Les caves du Rocher.
- L'école de garçons.
- Les ponts sur la Boulogne :
  - Le pont d'amont,
  - Le pont de fer en aval.
- L'inscription de Réguyon.
- La statue du général Lamoricière.
- Le cinéma sainte-Jeanne-d'Arc.
- Les moulins.

## Personnalités liées à la commune
- Saint Philibert de Tournus (vers 616-vers 684) (descendant d’une famille noble d’Aquitaine, fondateur de la paroisse de Noirmoutier, et dont les disciples ont évangélisé le Pays de Retz), a donné son nom aux villes de Saint-Philbert-de-Grand-Lieu et Saint-Philbert-de-Bouaine (en Vendée).
- Le général Louis Juchault de Lamoricière est né à Nantes, mais sa famille est originaire de Saint-Philbert, et lui-même y est enterré, c'est pourquoi la statue du général réalisée par Jean-Baptiste Belloc s'y trouve.
- Le général Édouard-Fernand Jamont (1831-1918) est né au lieu-dit de La Maillère.
- Bertrand Jochaud du Plessix (1902-1940), officier de l'armée de l'air de la France libre, inhumé à Saint-Philbert après la Seconde Guerre mondiale.
- Charles Juchault des Jamonières (1902-1970), issu de la famille Juchault, né au Cellier, médaillé de bronze en tir sportif aux Jeux olympiques de Berlin en 1936. il a également participé aux Jeux de Londres en 1948 et de Melbourne en 1956 y est inhummé.
- Raymonde Bonnenfant (1907-1973), mystique, fondatrice des Missionnaires de Nazareth.
- Le poète Gilles Baudry est né à Saint-Philbert-de-Grand-Lieu.
- L'acteur Sylvain Joubert (1944-2000) est également né à Saint-Philbert-de-Grand-Lieu.

## Tourisme et loisirs
Au lac de Grand-Lieu se trouve une réserve naturelle, une aire d'accueil pour camping-car, un camping, et une base de loisirs : « le parc nautique et de loisirs de la Boulogne », où l'on peut pratiquer la baignade, le pédalo, la planche à voile.
Une flamme postale de la commune des années 1980 était intitulée en caractères gothiques Saint-Philbert-de-Grand-Lieu, avec les sous-titres suivants : Cité Verte, Abbatiale du IX, Sa maison du lac, Son camping, Ses vins, et portait le dessin du pont sur la Boulogne, l'abbatiale et le clocher de l'église contemporaine.
Le camping municipal propose des hébergements insolites disposés en 5 minis-villages, avec lodge, tipi , yourtes ou encore coco sweet.